# Yoga som träningsform

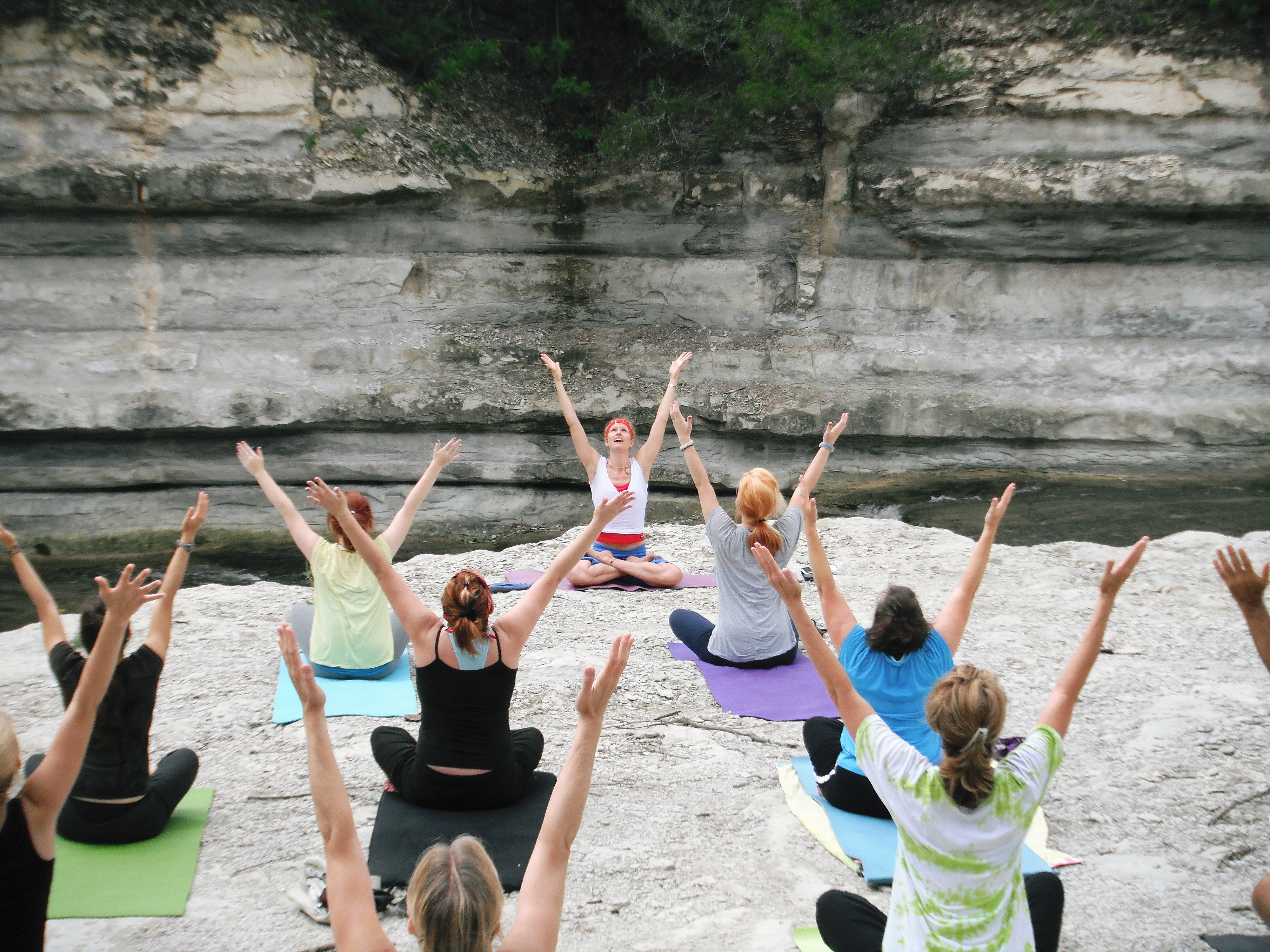
Kvinnor gör yoga utomhus, Texas, USA (2010).

Yoga som träningsform är en fysisk aktivitet som huvudsakligen består av asanas (kroppspositioner), ofta kopplade till vinyasa (flödande sekvenser) och ibland åtföljda av pranayama (andningsövningar). Yogaklasserna avslutas ofta med savasana (liggande avslappning) eller meditation.
Yoga som träningsform har blivit ett bekant inslag över hela världen, särskilt i USA och Europa. Yogan som träningsform härrör från den medeltida hathayogan, som använde liknande asanas, men kallas i regel helt enkelt "yoga". Akademiker har gett yoga som träningform en mängd olika namn, inklusive modern postural yoga och transnationell anglophone yoga.
Asanas beskrivs i diktverket Yoga Sutras II.29 som den tredje av de åtta lemmarna. Sutra II. 46 definierar asanas som det som är "stadigt och bekvämt", men ingen ytterligare förklaring till asanas ges i Yoga sutra.
Asanas var inte centrala i någon av de äldre yogatraditionerna, istället fick asanas allt större betydelse under 1920-talet genom yogaguruer som Yogendra och Kuvalayananda, som betonade asanas hälsofördelar.
Ashtangayoga, så som Surya Namaskar (Solhälsningen), utvecklades av Rajan av Aundh, Bhawanrao Shrinivasrao Pant Pratinidhi, på 1920-talet. Det och många stående asanas som används inom gymnastik införlivades i yoga av yogaläraren Krishnamacharya från 1930-talet till 1950-talet. Flera av hans elever fortsatte med att grunda inflytelserika yogaformer: Pattabhi Jois som grundade Ashtanga vinyasa-yoga, vilket i sin tur ledde till utvecklingen av Poweryoga. B. K. S. Iyengar grundade Iyengaryoga, och definierade en modern uppsättning asanas i sin bok från 1966 Ljus på Yoga; och Indra Devi som lärde ut yoga som träningsform till många kändisar i Hollywood. Andra stora yogaformer som grundades på 1920-talet inkluderar Bikramyoga och Sivanandayoga. Yoga som träning spreds över USA och Europa, och sedan till resten av världen.
Hathayogans icke-posturala metoder, som dess shatkarma (rening), är kraftigt reducerade eller frånvarande i yoga som träningform. Termen "hathayoga" används också med en annan betydelse inom yoga som träningsform. Den syftar där på en mild - ej titelbetecknad - yoga, oberoende av de stora yogaformerna, ofta främst för kvinnor.
Yogaformerna varierar från helt sekulära, med fokus på motion och avkoppling, till spirituella yogaformer, antingen med hinduiska influenser som inom Sivanandayoga eller med influenser av personliga ritualer.
Yoga som träningsform i relation till hinduismen är komplex och omtvistad; vissa kristna har hävdat att yoga som träningsform saknar koppling till hinduismen, medan kampanjen "ta tillbaka Yoga" insisterade på att kopplingen mellan yoga som träning och hinduismen är absolut. Forskare har identifierat flera trender i den förändrade karaktären av yoga sedan slutet av 1800-talet.
Yoga som träningsform har utvecklats till ett världsomspännande industri som omsätter flera miljarder dollar. Industrin inkluderar till exempel yogaklasser, certifiering av lärare, yogakläder, böcker, videor, utrustning inklusive yogamattor, och yoga turism.

## Historia

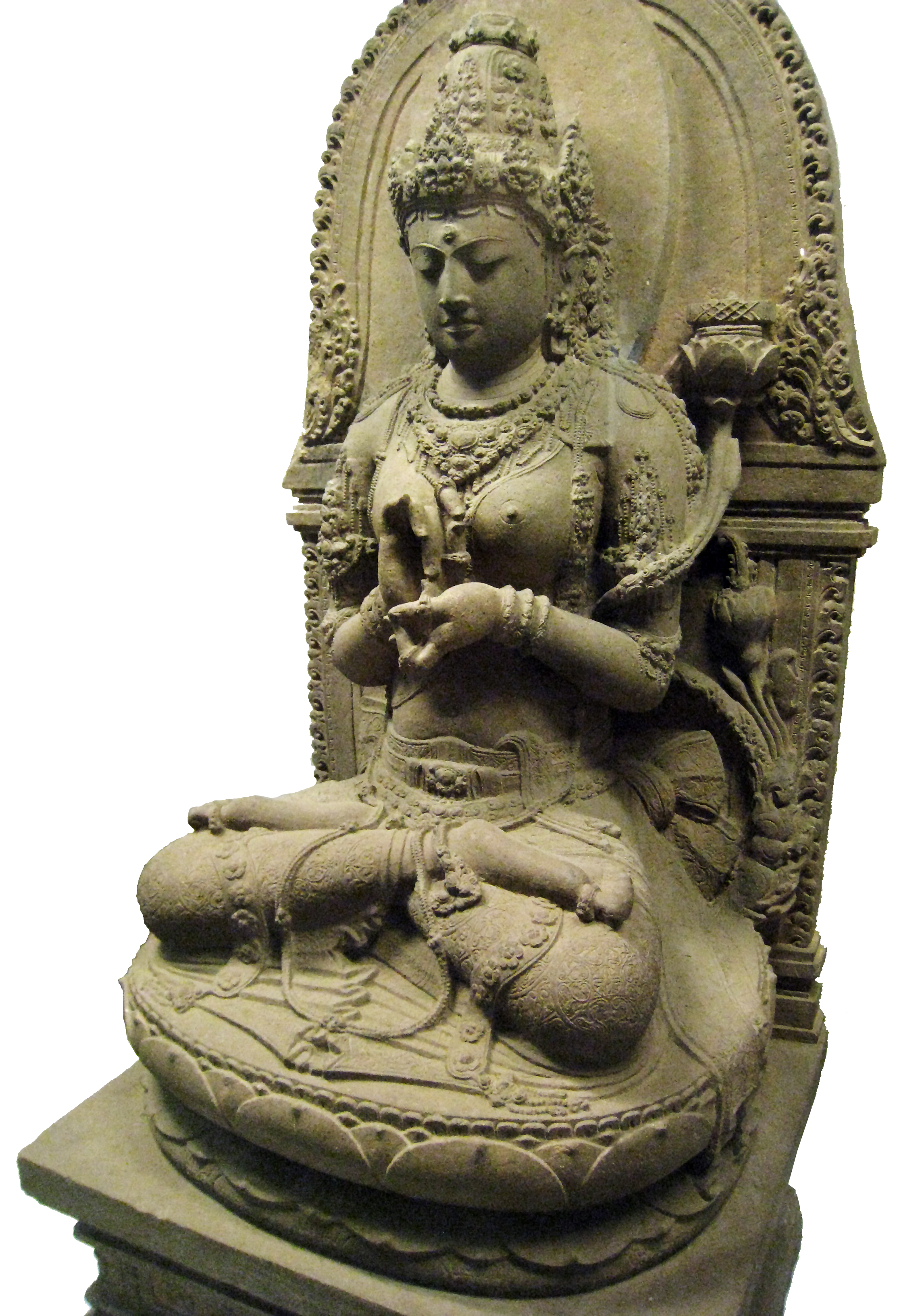
Yoga var ursprungligen en sprituell utövning baserad på meditation, och kopplad till hinduismen. Staty från Java, 1200-talet.

### Yogans ursprung
Substantivet योग yoga på sanskrit är besläktat med det engelska ordet för "bärok", vilket härrör från ordet yuj "att fästa, gå med, sele, börok". Yogans ursprungliga mål var andligt och filosofiskt, nämligen att förena den mänskliga anden (själen) med det gudomliga. Den yogagren som använder sig av asanas är hathayoga. Det sanskritska ordet हठ hatha betyder "kraft", och syftar på dess användning av fysiska tekniker.

### Hathayoga
Hathayoga blomstrade bland hemliga asketiska grupper som Nath yogis i Sydasien från 1100-talet till 1800-talet. Instruktionen för hur man utförde hathayoga gick direkt från guru till shishya (elev) under en lång läroperiod. Hathayoga var förknippat med religiöst utövande, särskilt med hinduism men också med jainism och buddhism. Dess mål var att manipulera vitala vätskor för att möjliggöra samadhi (absorption). Den bestod av metoder som inkluderade shatkarma (rening), asanas (kroppspositioner), bandha (lås), drishti (den riktade blicken), mudra (sigill), och pranayama (andningstekniker). Dessa påstås ge övernaturliga krafter, vilket inkluderar läkning, förstörelse av gifter, osynlighet och formförändring.
Yogis bar lite eller inga kläder; deras kroppar täcktes ibland med aska från kremeringar som en påminnelse om deras kommande död. Utrustningen var också knapphändig; ibland använde yogis en tibetansk matta eller ett hjortskinn som en matta att meditera på. Inom hathayoga användes ett litet antal asanas, främst sittande; generellt fanns väldigt få stående asanas före 1900. Asanas utövades långsamt och ofta hölls en position under en lång period. Utövandet av asanas var en mindre förberedande aspekt av andligt arbete. Yogis följde en strikt vegetarisk kost men exkluderade även stimulia som te, kaffe och alkohol. Gurus undervisade utan betalning; de livnära sig på gåvor kombinerat med anti-konsumentistisk filosofi.

### Tidiga influenser

Ursprunget till yoga som träningsform inkluderar europeiska sporter som bodybuilding och gymnastik, hathayoga och traditionella indiska övningar.

En teori är att det system för idrott som praktiserades i 1800-talets Unga mäns kristna förening (anpassad av före detta militära gymnaster för skolsystemet i det koloniserade Brittiska Indien) blev standardformen för den yoga som spreds, och detta påverkade den "moderniserade hathayogan". Enligt yogaforskaren Suzanne Newcombe, är modern yoga i Indien en blandning av västerländsk gymnastik och asanas från 1920-talets indiska hathayoga.
Från 1850-talet och framåt utvecklades i Indien en kultur av fysisk träning för att motverka den koloniala stereotypen av förmodad "degeneration" av indier jämfört med britterna, en stereotyp förstärkt av dåvarande föreställningar om lamarckism och eugenik. Denna kultur togs upp från 1880-talet till början av 1920-talet av indiska nationalister som Tiruka, som undervisade i övningar och obeväpnade stridstekniker med yoga som täckmantel. Tyska bodybuildern Eugen Sandow blev hyllad under sitt besök i Indien 1905. Vid den tidpunkten var han redan en "kulturell hjälte" i landet.
Antropologen Joseph Alter Sandow var den person som hade mest inflytande på modern yoga. Den första handboken på engelska om asanas, och den första som illustrerades med fotografier, var Seetharaman Sundaram Yogisk fysisk kultur (1928).

### Introduktion till väst
Yoga introducerades till västvärlden av den andliga ledaren Vivekananda. Detta när han 1893 besökte Religionernas världsparlament i Chicago, USA, och när hans bok Raja Yoga släpptes 1896. Han avfärdade emellertid hathayoga och dess "helt" fysiska metoder som asanas som svåra och ineffektiva för andlig tillväxt. Asanas fördes till USA av yogaläraren Yogendra. Han grundade en gren av Yoga Institute i delstaten New York 1919. Därefter verkade han för att göra hathayoga accepterat och sökte vetenskapliga bevis för hathayogans hälsofördelar. Dessutom skrev han böcker som Yoga Asanas Förenklad (1928) och Yoga Personlig Hygien (1931). Vinyasayoga (flytande sekvenser) så som Surya Namaskar (Solhälsningen) är numer accepterade som yoga. Dessa innehåller populära asanas som Uttanasana och uppåt- och nedåtgående hund. Vinyasayoga populariserades av Rajan av Aundh, Bhawanrao Shrinivasrao Pant Pratinidhi, på 1920-talet.
År 1924 grundade yogaläraren Kuvalayananda Kaivalyadhama hälso- och Yogaforskningscenter i Maharashtra. Där kombineras asanas med gymnastik, och som Yogendra söker man en vetenskaplig och medicinsk grund för fysisk yoga.
År 1925 flyttade Kuvalayanandas rival Paramahansa Yogananda från Indien till USA. I USA inrättade han den Självförverkligande gemenskapen i Los Angeles, och undervisade "tiotusentals amerikaner" i yoga, inklusive asanas, andning, sång och meditation. År 1923 grundade Yoganandas yngre bror, Bishnu Charan Ghosh, Ghosh College of Yoga and Physical Culture i Calcutta, Indien.
Tirumalai Krishnamacharya (1888–1989), "fadern till modern yoga", påstod sig ha tillbringat sju år med en av de få då levande mästarna i hathayoga, Ramamohana Brahmachari, på Manasarovar-Sjön i Tibet, från 1912 till 1918.
Han studerade för Kuvalayananda på 1930-talet. Sedan skapade han sin egen yogashala i Jaganmohan Palace i Mysore där han utvecklade "ett äktenskap mellan hathayoga, brottningsövningar och moderna västerländska gymnastikrörelser. Detta innebar ett kraftigt avsteg från hur yogatraditionen tidigare sett ut. Maharadjan av Mysore Krishna Raja Wadiyar IV var en ledande förespråkare för fysisk kultur i Indien, och en angränsande hall i hans palats användes för att undervisa klasser i Surya Namaskar, då ansågs vara gymnastiska övningar. Krishnamacharya anpassade dessa sekvenser av övningar till sin flödande vinyasayoga. Yogaläraren Mark Singleton lade märke till att gymnastiskprogram som Niels Bukhs var populära inom indisk fysisk kultur vid den tiden, och att de innehöll många kroppspositioner som liknade Krishnamacharyas nya asanas.

Spridning av postural yoga över hela världen.

Bland Krishnamacharyas elever fanns människor som själva blev inflytelserika yogalärare: den ryska Eugenie V. Peterson, känd som Indra Devi (från 1937), som flyttade till Hollywood, lärde ut yoga till kändisar, och skrev den bästsäljande boken Evigt Ung, Evigt Frisk; Pattabhi Jois (från 1927), som grundade den flytande stilen Ashtanga vinyasa-yoga vars Mysorestil använder upprepningar av Surya Namaskar, 1948, vilket i sin tur ledde till Poweryoga; och B. K. S. Iyengar (från 1933), hans svåger, som grundade Iyengaryoga, med sitt första säte i Storbritannien. Tillsammans gjorde de yoga populärt som träningsform och förde yogan vidare och ut till västvärlden. Iyengars bok Light on Yoga (1966) populariserade asanas över hela världen med vad forskaren-utövaren Norman Sjoman kallar sina "tydliga no-nonsense-beskrivningar och den uppenbara förfiningen av illustrationerna", även om graden av precision det kräver saknas i tidigare yogatexter.
Andra indiska yogaskolor tog upp den nya stilen på asanas, men fortsatte att betona ha hathayogans andliga mål och praxis i varierande utsträckning. År 1936 grundade Sivananda Saraswati av Rishikesh Divine Life Society. Hans många lärjungar inkluderar Swami Vishnudevananda, som grundade internationella Sivananda Yoga Vedanta Centres, med början 1959; Swami Satyananda grundare av Bihar School of Yoga, ett stort centrum för ha lärarutbildningar i hathayoga, grundat 1963; och Swami Satchidananda grundare av Integral Yoga, grundades 1966. Vishnudevananda publicerade sin Komplett illustrerad bok om Yoga 1960, med en lista över asanas som i huvudsak överlappar Iyengars, ibland med olika namn för samma poser. Jois's namn på asanas är nästintill en exakt matchning de namn som användes av Iyengar.

### Global spridning
Tre förändringar under 1960-talet gjorde det möjligt för yoga som träningform att bli en världsomspännande handelsvara:
1. människor kunde för första gången resa fritt runt om i världen: konsumenter kunde åka till öst; indianer kunde migrera till Europa och Amerika; och affärsmän och religiösa ledare kunde åka dit de tyckte om att sälja sina varor.
2. människor över hela västvärlden blev desillusionerade med organiserad religion, och började leta efter alternativ.
3. yoga blev en okontroversiell träningsform som är lämplig för masskonsumtion, till skillnad från de mer religiösa eller meditativa formerna av modern yoga som Siddhayoga eller Transcendental meditation.[57] Detta innebar att många traditionella krav på yoga avskaffades, till exempel ge allmosor, leva i celibat, studera hinduiska skrifter, och dra sig tillbaka från samhället.[58]

Från 1970-talet spred sig yoga som träningsform över många länder i världen, förändrades när den spreds och blev "en integrerad del i (främst) urbana kulturer över hela världen". Detta i en sådan utsträckning att ordet yoga i västvärlden numer betyder utövandet av asanas, vanligtvis i en yogaklass. Till exempel nådde Iyengaryoga Sydafrika 1978 i och med invigningen av institutet i Pietermaritzburg vars Association of South East & East Asia grundades 2009.
Spridningen av Yoga i USA fick hjälp av TV-programmet Lilias, Yoga och du, med programledaren Lilias Folan. Programmet sändes från 1970 till 1999. År 2005 utövade omkring 12 procent av befolkningen i Australien yoga i en klass eller hemma. Som ett värdefullt industri har yoga i sin tur använts i reklam, ibland för yogarelaterade produkter, ibland för andra varor och tjänster.
Marknaden för yoga växte, hävdar religionsforskaren Andrea Jain, med skapandet av en "oändlig" mängd andra-generationens yogavarumärken och säljbara produkter, "konstruerade och marknadsförda för omedelbar konsumtion", baserat på tidigare utveckling. Till exempel när John Friend, en gång a finansanalytiker, som intensivt hade studerat både postural Iyengaryoga och den icke-postural Siddha Yoga, grundade Anusarayoga 1997. Friend liknade valet av hans yoga över andra märken som att välja "en fin restaurang" över "en snabbmatsrestaurang". New York Times Magazine gav honom titeln "Yogamogul", medan yogahistorikern Stefanie Syman hävdade att Fredrik "mycket självmedvetet" skapat sin egen yogagemenskap. Till exempel publicerade Friend sin egen lärarutbildningshandbok, höll workshops, konferenser och festivaler, marknadsförde sitt eget märke av yogamattor och vattenflaskor och föreskrev etiska riktlinjer. När Friend inte levde upp till varumärkets höga standard bad han om ursäkt offentligt och vidtog åtgärder för att skydda varumärket. År 2012 steg han tillbaka från att driva det och utsåg en VD.
Jain säger att yoga är på väg att bli "en del av populärkulturen runt om i världen". Alter skriver att den illustrerar "transnationell transmutation och suddning av konsumentism, holistisk hälsa och förkroppsligad mystik—liksom god gammaldags Orientalism." Singleton hävdar att varan är yogakroppen själv, dess "andliga möjlighet" betecknad av "yogamodellens ljusa hud", en vacker bild säljs oändligt tillbaka till den yoga-praktiserande allmänheten "som en oemotståndlig vara av det holistiska, perfekta jaget".
År 2008 utlyste USA:s hälso- och socialdepartement September som nationell yogamånad. Sedan 2015, på förslag av Indiens premiärminister, Narendra Modi, har den årliga Internationella dagen för Yoga hållits den 21 juni.

### Omvandling
Antropologen Sarah Strauss kontrasterar målet med klassisk yoga, isoleringen av jaget (kaivalya), med de moderna målen om god hälsa, minskad stress och fysisk flexibilitet. Sjoman konstaterar att många av de asanas som nämns i Iyengars Light on Yoga kan spåras till hans lärare, Krishnamacharya, "men inte bortom honom". Singleton säger att yoga som används som träningsform inte är "resultatet av en direkt och oavbruten släktlinje från hathayoga", men det skulle vara "att gå för långt att säga att modern postural yoga inte har något samband med asana-praxis inom den indiska traditionen". Den samtida yogapraktiken är resultatet av "radikal innovation och experiment" av dess indiska arv. Jain skriver att likställa yoga som träningsform med hathayoga "inte står för de historiska källorna": asanas "bara blev framträdande i modern yoga i början av nittonhundratalet som ett resultat av dialogiska utbyten mellan indiska reformatorer och nationalister och amerikaner och europeer intresserade av hälsa och fitness". Kort sagt, Jain skriver, "moderna yogasystem [...] bär lite likhet med yogasystemen som föregick dem. Detta beror på att [båda] [...] är specifika för sina egna sociala sammanhang." Historikern Jared Farmer skriver att 12 trender har präglat yogans utveckling från 1890-talet och framåt: från periferi till central i samhället; från Indien till globalt; från man till "övervägande" kvinna; från andlig till "mestadels" sekulär; från sekteristisk till universell; från anti-konsumentarisk till konsumentskydd, från meditativ till postural; från att förstås intellektuellt till erfarenhetsmässigt; från att förkroppsliga esoterisk kunskap till att vara tillgänglig för alla; från att undervisas muntligt till praktisk instruktion; från att presentera poser i text till att använda fotografier; och från att vara "förvrängda sociala parias" till "smidiga sociala vinnare". Trenden bort från auktoritet fortsätter i post-lineage yoga, som utövas utanför någon större skola eller guru.

## Former av yoga som träning

### Asanas
Yoga som träningsform består till stor del, men inte uteslutande av, utövandet av asanas. Antalet beskrivna asanas (inte bara namngivna) i några större hathayogaformer och moderna texter visas i tabellen; alla datum för de som är knutna till hathayoga är ungefärliga.
| Antal asanas | Skrift                            | Datum          | Lämnade bevis                                                                                     |
| ------------ | --------------------------------- | -------------- | ------------------------------------------------------------------------------------------------- |
| 2            | Goraksha Shataka                  | 900–1000-talet | Beskriver Siddhasana, Padmasana; en "symbolisk" 84 hävdade                                        |
| 4            | Shiva Samhita                     | 1400-talet     | 4 sittande asanas beskrivs, 84 namngivna; 11 mudras                                               |
| 15           | Hatha Yoga Pradipika              | 1400-talet     | 15 beskrivna asanas, 4 (Siddhasana, Padmasana, Bhadrasana och Simhasana) är namngivna som viktiga |
| 32           | Gheranda Samhita                  | 1600-talet     | Beskriver 32 sittande, bakåtböjningar, twist, balanserande och omvända asanas, 25 mudras.         |
| 52           | Hatha Ratnavali                   | 1600-talet     | 52 asanas beskrivs, av 84 namngivna                                                               |
| 84           | Joga Pradipika                    | 1830           | 84 asanas och 24 mudras i en ovanlig illustrerad utgåva                                           |
| 37           | Yoga Sopana                       | 1905           | Beskriver och illustrerar 37 asanas, 6 mudras, 5 bandhas                                          |
| ~200         |                                   | 1966           | Detaljerade beskrivningar och ett flertal fotografier av respektive asana                         |
| 908          | Master Yoga Diagram Dharma Mittra | 1984           | Fotografier av varje asana                                                                        |
| 2100         | 2 100 Asanas Mr. Yoga             | 2015           | Fotografier av varje asana                                                                        |

Asanas kan klassificeras på olika sätt, och klassificeringarna kan överlappa varandra: till exempel genom huvudets och fötternas position (stående, sittande, liggande, omvänd), om balans krävs eller på dess effekt på ryggraden (framåtböjning, bakböjning, vridning), vilket ger en uppsättning asanas som de flesta författare är överens om. Yogagurun Dharma Mittra använder sina egna kategorier för klassificering av asanas, exempelvis "Floor & Supine Poses". Yogapedia och Yoga Journal har lagt till klassificeringar som till "höftöppnare"; och yogaläraren Darren Rhodes, Yogapedia och Yoga Journal har också lagt till klassificeringen "corestyrka".

### Yogaformer
Antalet yogaskolor och yogaformer i västvärlden har fortsatt att växa snabbt. År 2012 fanns det minst 19 utbredda yogaformer, vilka sträckte sig från Ashtanga vinyasa-yoga till Viniyoga. Dessa betonade  olika aspekter, bland annat aerob träning, precision i asanas och andlighet i hathayoga-traditionen.

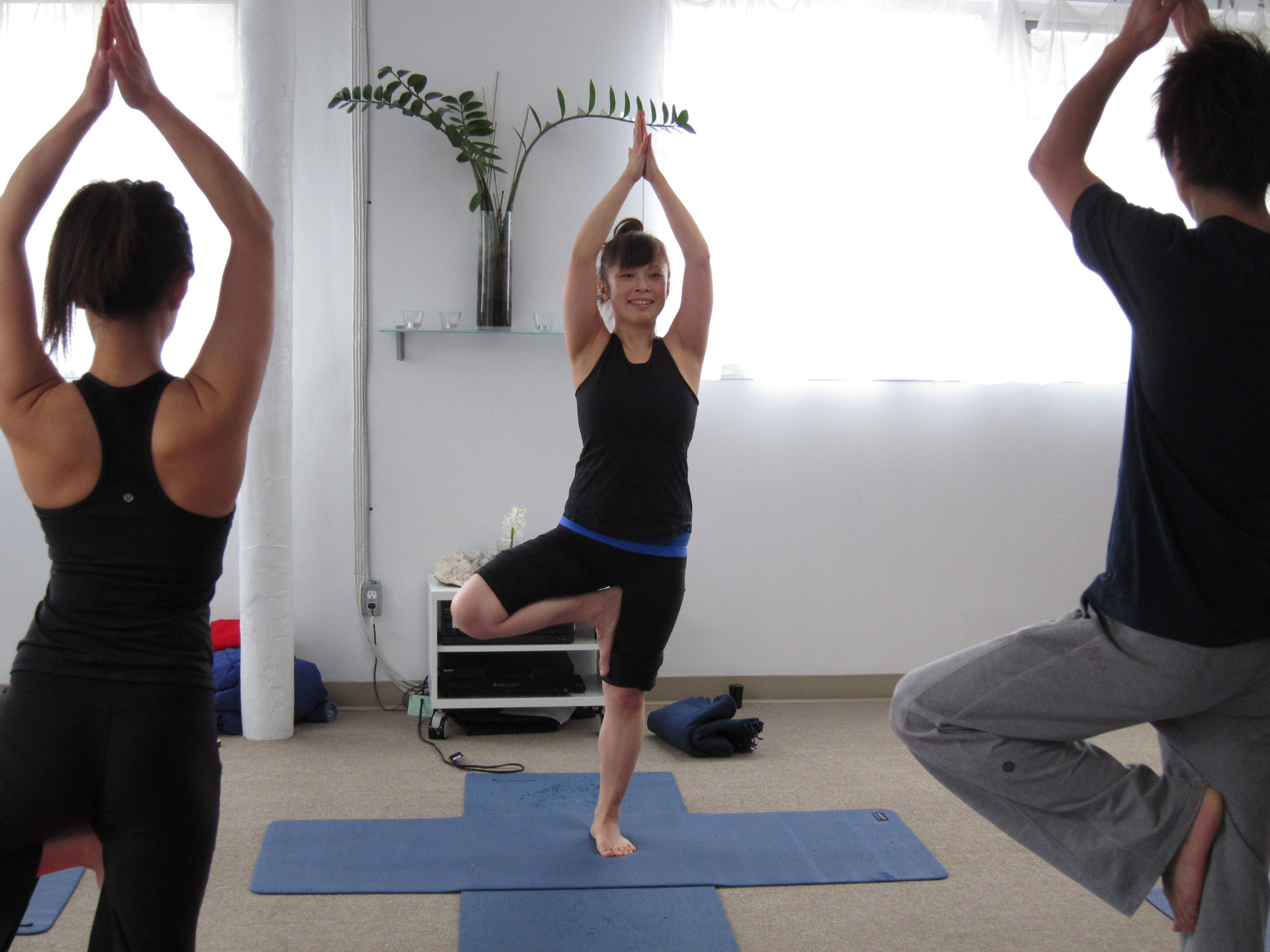
En klass i hathayoga som övar Vrikshasana, trädpositionen, i Vancouver, Kanada.

Dessa aspekter kan illustreras av olika yogaformee med distinkta stilar. Exempelvis, Bikramyoga har en aerob träningsstil med uppvärmda rum och ett fast mönster bestående av två andningsövningar och 24 asanas. Iyengaryoga betonar att asanas utförs korrekt, man arbetar långsamt, om nödvändigt med hjälpmedel, och avslutar med avkoppling. Sivanandayoga fokuserar mer på andlig övning, med 12 grundläggande asanas, sånger på sanskrit, pranayama, meditation, och avslappning i varje klass. Vikt läggs även vid vegetarisk kost. Jivamuktiyoga använder en flytande vinyasa-stil av asanas som åtföljs av musik, sång och läsning av skrifter. Kundaliniyoga betonar att väcka kundalinienergierna genom meditation, pranayama, sång och lämpliga asanas.
Vid sidan av "yogavarumärkena" erbjuder många lärare, till exempel i England, en obetitlad "hathayoga", ofta främst till kvinnor, där läraren skapar sina egna kombinationer av asanas. Dessa kan vara i flytande sekvenser (vinyasas), och nya varianter av asanas skapas ofta. Ibland har könsobalansen inom yoga som träningsform varit tydlig. Som exempel kan nämnas att på 1970-talet utgjorde kvinnor mellan 70 och 90 procent av de flesta yogaklasser, liksom de flesta yogalärare, i Storbritannien.
Traditionen som inleddes av Krishnamacharya lever vidare vid Krishnamacharya Yoga Mandiram i Chennai. Detta eftersom hans son T. K. V. Desikachar och hans sonson Kausthub Desikachar fortsatte att undervisa i små grupper, samordna asanas med andningen och anpassa undervisningen efter de enskilda elevernas behov.

### Yogaklasser
Yogaklasserna varierar mycket beroende på skola och form, men också beroende på hur avancerad klassen är. Som med alla träningsklasser börjar klasserna vanligtvis långsamt med milda uppvärmningsövningar innan man går vidare till mer kraftfulla övningar för att sedan återigen sakta ner mot slutet. En nybörjarklass kan börja med enkla asanas som Sukhasana, några rundor av Surya Namaskar, och sedan en kombination av stående poser som Trikonasana, sittande poser som Dandasana och balanserande poser som Navasana; de kan avslutas med några lutande och inverterade poser som Setu Bandha Sarvangasana och Viparita Karani, en lutande vridning, och slutligen Savasana för avkoppling och i vissa stilar också för en guidad meditation. En typisk yogaklass i de flesta yogaformerna varar 1–1,5 timmar, medan klasser i Mysorestil är planerade i ett tre timmars tidsfönster under vilket eleverna övar på egen hand, i sin egen hastighet, efter individuell instruktion av läraren.

### Hybrider
Utvecklingen av yoga som träningsform är inte begränsad till skapandet av nya asanas och bygga samman vinyasasekvenser. Ett brett utbud av yogahybrider kombinerar  yoga med kampsport, aerial yoga, akrobatik, barre (som i balett förberedelse), på häst, med hundar, med getter, med ringstjärtlemurer, med styrketräning, och på paddleboards.